# Мансуров, Демид Олегович
Демид Олегович Мансуров (род. 9 августа 2000, Челябинск) — российский хоккеист, нападающий системы московского «Спартака». Мастер спорта России (2024).

## Биография
Воспитанник школы челябинского «Трактора». Летом 2017 года начал привлекаться в состав команды «Белые медведи», выступающей в Молодёжной хоккейной лиге. Дебютировал в МХЛ 14 сентября 2017 года в матче против клуба «Сарматы» (2:1), в этом же встрече набрал свои первые очки за команду, забросив победную шайбу и отдав голевую передачу. В своём первом сезоне в МХЛ провёл 29 матчей, в которых набрал 16 (8+8) очков. Летом 2019 года начал привлекаться в состав фарм-клуба «Трактора» в Высшей хоккейной лиге — «Челмет». Дебютировал в ВХЛ 8 сентября 2019 года в матче против альметьевского «Нефтяника» (4:2). Первую шайбу за команду забросил 10 сентября 2019 года в матче против «Ижстали» (2:3). В своём дебютном сезоне в ВХЛ провёл 27 матчей, в которых набрал восемь (3+5) очков.
Дебютировал в Континентальной хоккейной лиге 3 октября 2019 года в матче против минского «Динамо» (3:5), проведя на площадке пять минут и 59 секунд, также в этой встрече забросил свою первую шайбу в лиге. 25 декабря 2019 года продлил контракт с «Трактором» до 2022 года. В дебютном сезоне КХЛ провёл четыре матча и набрал два (2+0) очка. 27 декабря 2021 года в результате обмена стал игроком системы московского «Спартака». Остаток сезона 2021/22 Мансуров провёл в фарм-клубе «Спартака» в ВХЛ — воскресенском «Химике», набрав восемь (2+6) очков в 19 матчах. 28 апреля 2022 года подписал новый двусторонний контракт с клубом на три года. В сезоне 2022/23 в составе «Химика» стал обладателем Кубка Петрова. 24 сентября 2024 года заключил новый двусторонний контракт на три года со «Спартаком».

## Достижения
- Обладатель Кубка Петрова: 2022/23